# فهرست سفیران ایران در بلغارستان
سابقهٔ روابط دیپلماتیک ایران و بلغارستان به حدود ۱۱۵ سال می‌رسد. در واقع ایران اولین کشور آسیایی بوده که دولت بلغارستان را به رسمیت شناخته است.
از سال ۱۲۸۰ خورشیدی که سفارت ایران در رومانی تأسیس شد سفرای ایران در آن کشور در بلغارستان وزیرمختار اکردیته بوده‌اند در سال ۱۳۴۳ نمایندگی‌های دو دولت به درجهٔ سفارت کبریٰ ارتقا یافت.
پس از پیروزی انقلاب اسلامی بلغارستان از جملهٔ اولین کشورهایی بود که جمهوری اسلامی ایران را به رسمیت شناخت و سفیران ایران در بلغارستان به شرح زیر است.

## پهلوی
- سلطان‌احمد اردلان (۱۳۵۱–۱۳۵۳)
- ارسلان مخفم سمیعی (آبان ۱۳۵۳–آبان ۱۳۵۷)
- بهرام ملائکه (آبان ۱۳۵۷–اسفند ۱۳۵۷)

## جمهوری اسلامی
- خسرو قرائی: (مرداد ۱۳۵۸[۱] – فروردین ۱۳۵۹)
- بهروز امین (کاردار موقت): (فروردین ۱۳۵۹ – بهمن ۱۳۶۰)
- محمدتقی جنیدی (کاردار موقت): (بهمن ۱۳۶۰ – اسفند ۱۳۶۱)
- احمد یوسفی تهرانی (مسئول موقت): (اسفند ۱۳۶۱ – شهریور ۱۳۶۳)
- سید رضا حاج‌زرگرباشی (کاردار موقت): (شهریور ۱۳۶۳ – دی ۱۳۶۵)
- محمدعلی صادقی نیارکی (کاردار موقت): (دی ۱۳۶۵ – مرداد ۱۳۶۶)
- محمدعلی فرمانبر: (مرداد ۱۳۶۶ – اردیبهشت ۱۳۶۸)
- محمدعلی طباطبایی حسام: (اردیبهشت ۱۳۶۸ – بهمن ۱۳۶۸)
- سید همایون امیرخلیلی (بهمن ۱۳۶۸ – ۱۳۷۱)
- کرمی نوری (۱۳۷۱ – ۱۳۷۴)
- باقر گلزارنیا (1375)
- سید رضا حاج‌زرگرباشی (۱۳۷۴ – ۱۳۷۸)
- سید محمد اصغری (۱۳۷۸ – ۱۳۸۱)
- فریدون حق‌بین (۱۳۸۱ – ۱۳۸۴)
- حبیب‌الله بی‌آزار (۱۳۸۴ – ۲۷ فروردین ۱۳۸۷)
- غلامرضا باقری‌مقدم (۱۳۸۷ – ۱۳۹۱)
- عبدالله نورزوی (بهمن ۱۳۹۱ – آبان ۱۳۹۵)
- حسن توبه‌کار (آبان ۱۳۹۵ – مرداد ۱۳۹۷)
- سید محمدجواد رسولی محلاتی (۱۳۹۷ – ۱۴۰۲)
- علیرضا ایروش (۱۴۰۲ تاکنون)